# Torre Lluró
La Torre Lluró és una obra eclèctica de Sant Feliu de Codines (Vallès Oriental) inclosa a l'Inventari del Patrimoni Arquitectònic de Catalunya.

## Descripció
Edifici aïllat de tipologia ciutat jardí. És de planta rectangular, compost de planta baixa i pis amb coberta és a dues vessants. Els elements formals i les façanes de composició simètrica donen el conjunt un caràcter clàssic. Zona d'eixample del nucli antic de tipologia ciutat jardí, en el carrer-carretera que travessa la població de nord a sud i on hi trobem els edificis més representatius de finals el segle xix i principis del XX.